# Susumu Uemura
Susumu Uemura (Shiga, 9 april 1964) is een voormalig Japans voetballer.

## Carrière
Susumu Uemura speelde tussen 1992 en 1993 voor Gamba Osaka.